# Geb
Geb (alternativer: Seb, Keb, Kebb eller Gebb) er jordguden i den ægyptiske mytologi.
Det blev sagt at Gebs latter var kilden til jordskælv.
Det var Geb der ledte de døde til himlen, og han gav dem kød og drikke.
Hans forældre er Shu og Tefnut og han er gift med Nut, der også er hans søster, og de er forældre til Osiris, Seth, Isis og Nephthys.

## Afbildning
Han er for det meste vist som en mand med enten kronen af norden eller af syden. Han kunne også have Atef-kronen på eller en krone med en gås på. Gåsen var et helligt dyr overfor Geb.
Andre steder bliver han vist liggende under sin kone, Nut, og sin far, Shu. Han læner sig tilbage på den ene albue med et knæ og en arm i luften. På den måde symboliserede han dalene og bakkerne på land, som blev kaldt "Huset af Geb." Han blev vist som enten en mørk eller grønhudet mand med blade på sin hud.

## Andet
Gebs religiøse center ser ud til at være Heliopolis, hvor han og Nut producerede "Det store æg" hvorfra solguden Ra udsprang.